# Sedlarica
Sedlarica falu Horvátországban Verőce-Drávamente megyében. Közigazgatásilag Pitomacsához tartozik.

## Fekvése
Verőcétől légvonalban 16, közúton 18 km-re északnyugatra, községközpontjától 7 km-re délre, Nyugat-Szlavóniában, a Drávamenti-síkság szélén, a Bilo-hegység lábánál, a régen Sedlaricának nevezett Reka-patak mentén, Velika Črešnjevica, Otrovanec és Turnašica között fekszik. Határának északi részén termékeny szántóföldek találhatók. Kiterjedt szőlőültetvényei vannak az Aršanj-Lipica, a Kladarski breg, az Otrovanski breg és a Podaršanj nevű dombokon. Déli része erdővel benőtt hegyes terület, mely a Bilo-hegység lejtőire nyúlik fel.

## Története
Sedlarica területe már ősidők óta lakott, ezt igazolják az itt talált történelem előtti leletek. Északi határában helyenként még ma is láthatók a Petovioból (Ptuj) Mursára (Eszék) menő ősi római út a „via magna” nyomai. A 13. században várat építettek a faluban, melynek maradványai a temető és a kápolna felé vezető úttal átellenben, a „Šanac” nevű lelőhelyen találhatók. A várat valószínűleg a tatárjárás után királyi rendeletre építették, hogy a környező lakosság menedékéül szolgáljon. A 16. században még használatban volt, valószínűleg a század közepén a török hódítás során pusztult el. Ugyancsak a falu területén az „Aršanj” nevű lelőhelyen 14.–16. századi településre utaló maradványokat találtak. Ezt a települést említik 1425-ben „Zedlaroucz” illetve „Zedlarowcz” néven, melynek fekvését eddig még nem sikerült pontosan behatárolni.
Miután 1684-ben Verőcét felszabadították a török uralom alól a 17. század végén és a 18. század elején Kapronca, Kőrös és Szentgyörgyvár vidékéről telepítettek be ide horvát ajkú lakosságot. Sedlarica valószínűleg a 18. század első éveiben keletkezett. 1710-ben már a pitomacsai plébániához tartozó települések között szerepel. Később 1790-ben a turnašicai plébánia része lett. A mai kápolna helyén állt az 1960-as évek elejéig az a barokk fakápolna, melyet még első lakói építettek 1717-ben. Ezt lebontva építették fel 1965-ben a helyére a mai Szent Kereszt kápolnát. Berendezéséből néhány darabot a mai kápolnába vittek át, míg más részei a zágrábi népművészeti múzeumba, illetve a verőcei városi múzeumba kerültek.
1733-ban a településen 60 háztartást számláltak. 1758-ban a szentgyörgyvári határőrezred alapításakor az ezred hatodik századának székhelye Pitomacsa lett. 12 település tartozott hozzá: Velika és Mala Črešnjevica, Sesvete Podravske, Suha Katalena, Kloštar Podravski, Kozarevac, Sedlarica, Grabrovnica, Otrovanec, Dinjevac, Kladare és Pitomacsa. Minden településen katonai őrállás volt a megfelelő személyzettel ellátva. Az első katonai felmérés térképén „Dorf Szedlaricza” néven találjuk. Lipszky János 1808-ban Budán kiadott repertóriumában „Szedlaricza” néven szerepel. Nagy Lajos 1829-ben kiadott művében „Szedlaricza” néven 81 házzal és 459 katolikus és 2 ortodox vallású lakossal találjuk. 1871-ben megszüntették a katonai közigazgatást és Belovár-Kőrös vármegye Szentgörgyvári járásának része lett.
A településnek 1857-ben 475, 1910-ben 1.045 lakosa volt. 1910-ben a népszámlálás adatai szerint lakosságának 94%-a horvát anyanyelvű volt. Az I. világháború után 1918-ban az új szerb-horvát-szlovén állam, majd később (1929-ben) Jugoszlávia része lett. A II. világháború után a település a szocialista Jugoszláviához tartozott. Az új közigazgatási felosztásban előbb a szentgyörgyvári, majd 1955-től a verőcei járáshoz tartozott. 1958-ban bevezették az elektromos áramot. 1962-ben Szentgyörgyvár nagyközség része lett. 1971-ben aszfaltozták a falu főutcáját, majd megépítették a vízvezetéket, mely 1983-ban lépett működésbe. 1991-ben lakosságának 94%-a horvát nemzetiségű volt. 1993-tól Verőce-Drávamente megye és Pitomacsa község része. 2011-ben a településnek 363 lakosa volt.

## Lakossága
| Lakosság változása | Lakosság változása | Lakosság változása | Lakosság változása | Lakosság változása | Lakosság változása | Lakosság változása | Lakosság változása | Lakosság változása | Lakosság változása | Lakosság változása | Lakosság változása | Lakosság változása | Lakosság változása | Lakosság változása | Lakosság változása |
| ------------------ | ------------------ | ------------------ | ------------------ | ------------------ | ------------------ | ------------------ | ------------------ | ------------------ | ------------------ | ------------------ | ------------------ | ------------------ | ------------------ | ------------------ | ------------------ |
| 1857               | 1869               | 1880               | 1890               | 1900               | 1910               | 1921               | 1931               | 1948               | 1953               | 1961               | 1971               | 1981               | 1991               | 2001               | 2011               |
| 475                | 514                | 516                | 653                | 819                | 1.045              | 1.061              | 1.139              | 1.040              | 1.057              | 933                | 776                | 545                | 451                | 377                | 363                |

## Nevezetességei
- A Szent Kereszt tiszteletére szentelt kápolnája 1964/65-ben épült. Körülötte található a falu temetője.

- A Kladarski bregen álló Szent Márton kápolnát 1930-ban építették. A Lipicán álló Gyógyító boldogasszony kápolnát 2005-ben építette a pitomacsai Dakić család.
- 2005-ben emlékművet állítottak a honvédő háború során elesett két helyi származású harcosnak Marijan Štukarnak és Ivan Rengelnek a tiszteletére.
- Farkasfölde várának maradványai a Šanac nevű magaslaton.

## Kultúra
A helyi közösségi élet egyik fő szervezőjét az önkéntes tűzoltóegyletet 1937-ben alapították. Az egyesület az 1920-ban alapított helyi gazdaszövetkezetnek a falu északi részén levő székházában kapott helyet. A II. világháború után ide költöztették az iskolát is. 1998-ban megalakult a „Bilogorska” nőegylet, mely azóta számos helyi és országos fellépésével képviselte a település kultúráját és hagyományait. A településnek több mint negyven éve működő cserkészcsapata is van.

## Oktatás
A falu első iskolája 1768-ban nyílt meg az egykori határőrség épületében, mely a falu közepén állt és az 1980-as években bontották le. Az iskolát II. világháború után az egykori gazdaszövetkezet székházában nyitották meg újra, ahol 2014-ig működött. 1979-ig Vlado Franjević nevét viselte, ekkor azonban a pitomacsai elemi iskolába integrálták. A mai iskola épülete 2014-ben épült fel a település központjában.

## Sport
Az NK Aršanj Sedlarica labdarúgóklubot 1981-ben alapították.